# Stamtoon
Een stamtoon is in de muziektheorie een van de tonen die aangeduid worden met de namen A, B, C, D, E, F en G. Deze tonen vormen, samen met de ervan afgeleide tonen, het basismateriaal van de Westerse muziek. De benaming 'stamtoon' houdt slechts in dat de benamingen van de overige tonen hiervan afstammen: het vergemakkelijkt het spreken over tonen, zonder dat men hoeft te weten wat de precieze toonhoogte is. De precieze toonhoogte van een toon hangt enerzijds af van de hoogte van de stemtoon en anderzijds van de gekozen stemming.
Gezamenlijk vormen de stamtonen in de volgorde
C – D – E – F – G – A – B – C
een diatonische toonladder, met tussen de tonen E en F, en tussen de tonen B en C een halve toonafstand en tussen de overige opeenvolgende tonen een hele toonafstand. De stamtonen worden ook met kleine  letters geschreven. Als een stamtoon in een specifiek octaaf bedoeld is, zijn er conventies voor de notatie daarvan: als hoofd- of als kleine letter, voorzien van accenten of indices.
In sommige landen, waaronder België, Frankrijk, Portugal en ook landen in Afrika en Azie, worden de stamtonen aangeduid met de namen uit de solmisatie:
do (of ut) – re – mi – fa – sol (of so) – la – si (of ti)
De stamtonen worden op de notenbalk weergegeven zonder voorteken. Met de vioolsleutel wordt dat in de volgorde c-d-e-f-g-a-b:

## Alteratie
Van een stamtoon kunnen door chromatische alteratie andere tonen afgeleid worden. Bij verhoging met een halve toonafstand ontstaat een afgeleide toon die met -is achter de stamtoon aangeduid wordt: c → cis. Ook bij verdere verhoging wordt weer -is achtergevoegd: c → cis → cisis. Verlaging met een halve toonafstand wordt aangeduid door -es achter de stamtoon: c → ces (een verlaagde a wordt als as, een verlaagde e als es aangeduid). Op de notenbalk worden verhogingen met behulp van een kruis en verlagingen met een mol aangegeven. Ook dubbele alteraties komen voor met een dubbelkruis of dubbelmol. Zo wordt een dubbelverlaagde c een ceses, een dubbelverlaagde a een ases.

## Duitstalig
In Duitsland en veel andere Europese landen gebruikt men net als in Nederland de letters C – D – E – F – G – A, maar de toon B wordt aangeduid met H. De letter B wordt gebruikt voor de toon die in Nederland Bes heet. Chromatische verhogingen en verlagingen  worden net als in Nederland aangegeven met de achtervoegsels -is en -(e)s, met als uitzondering dat een verhoging van de B in het Duitse systeem de toon H is en B de verlaagde H. De toon His is dus wat in Nederland Bis genoemd wordt en de toon Bes wat in Nederland Beses het.